# Троица (Могилёвская область)
Тро́ица — деревня в Александрийском сельсовете Шкловского района Могилёвской области Белоруссии.

## География
Деревня расположена в месте впадения Воропинки в Берёзовку.
Рядом с деревней находится водохранилище.

## История
По рукописным источникам деревня Троица известна с XVII столетия. Она принадлежала Чирчинскому воеводству и была шляхетской собственностью. В 1606-м фольварк Троицкий был отдан королевским привилеем Старосельскому костелу Оршанского уезда вместе «с гумном, зябью, огородами, мельницей и ставами на реке Берёзовка и селами Городок и Воронки».

## Разное
В деревне работают сельская библиотека-клуб и мельница.